# Лагуна-Біч (Каліфорнія)
Лагуна-Біч (англ. Laguna Beach) — місто (англ. city) в США, в окрузі Орандж штату Каліфорнія. Населення — 23 032 особи (2020).

## Географія

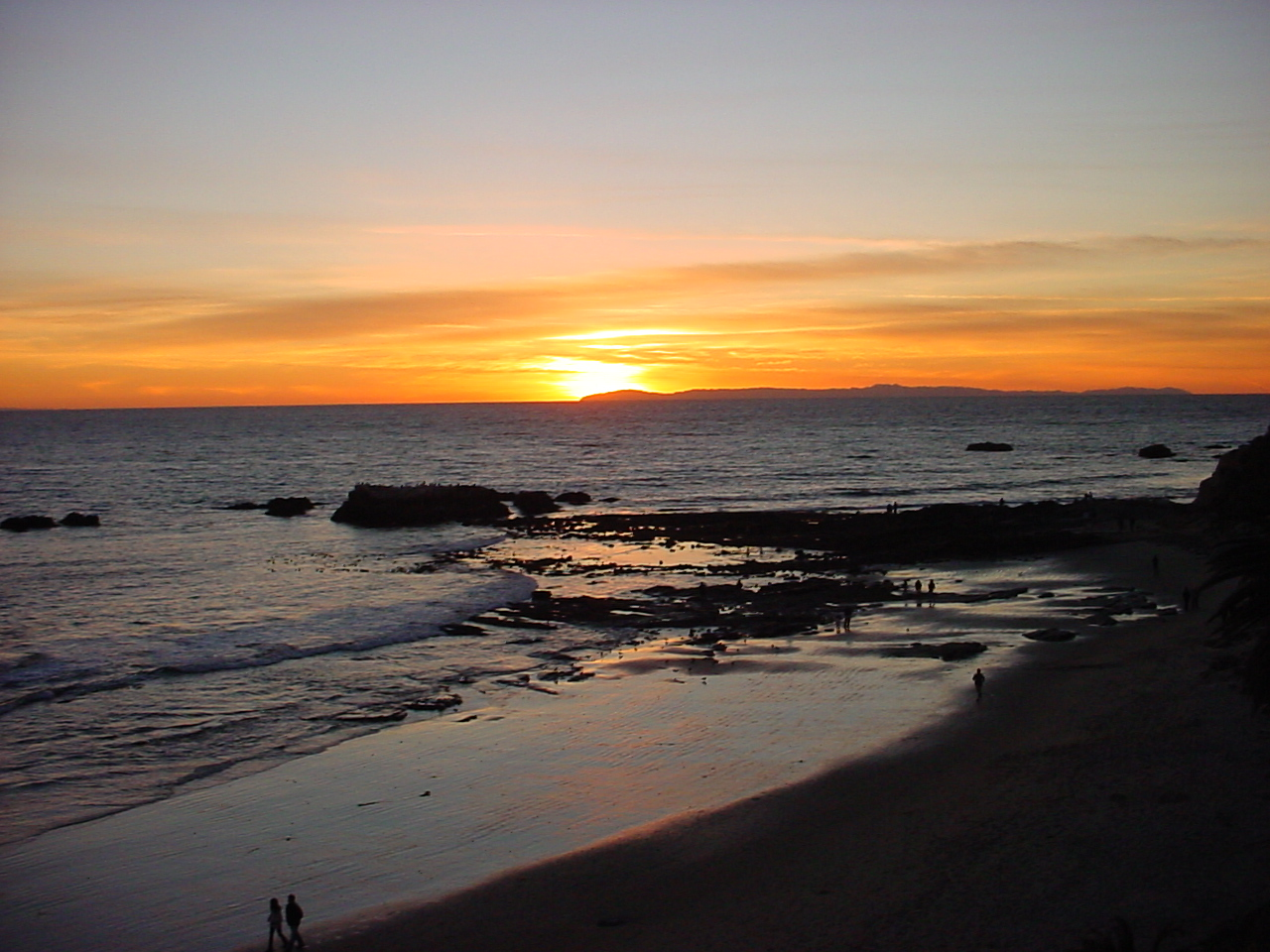
Один з пляжів Лагуна-Біч взимку

Місто розташоване на березі Тихого океану, за координатами 33°32′35″ пн. ш. 117°45′45″ зх. д. / 33.54306° пн. ш. 117.76250° зх. д. (33.542924, -117.762466). На північному заході межує з парком Crystal Cove State Park. Лагуна-Біч круто піднімається від узбережжя вгору по горбах, і його найвища точка розташована на позначці 307 метрів над рівнем моря. Планування міста побудоване за Гіпподамовою системою, у зв'язку з чим деякі вулиці мають дуже крутий ухил. Через місто проходять великі автодороги SR 1 та SR 133. За даними Бюро перепису населення США в 2010 році місто мало площу 25,44 км², з яких 22,92 км² — суходіл та 2,51 км² — водойми.
Місто-побратим Лагуна-Біч — Мантон (Франція).

### Клімат
| Клімат : Лагуна-Біч          | Клімат : Лагуна-Біч | Клімат : Лагуна-Біч | Клімат : Лагуна-Біч | Клімат : Лагуна-Біч | Клімат : Лагуна-Біч | Клімат : Лагуна-Біч | Клімат : Лагуна-Біч | Клімат : Лагуна-Біч | Клімат : Лагуна-Біч | Клімат : Лагуна-Біч | Клімат : Лагуна-Біч | Клімат : Лагуна-Біч | Клімат : Лагуна-Біч |
| Показник                     | Січ.                | Лют.                | Бер.                | Квіт.               | Трав.               | Черв.               | Лип.                | Серп.               | Вер.                | Жовт.               | Лист.               | Груд.               | Рік                 |
| Абсолютний максимум, °C      | 31,7                | 33,3                | 33,3                | 36,1                | 37,8                | 38,9                | 40,0                | 37,8                | 42,2                | 40,0                | 37,8                | 32,2                | 42,2                |
| Середній максимум, °C        | 20,0                | 20,0                | 20,6                | 22,2                | 22,8                | 23,9                | 26,1                | 26,7                | 26,7                | 25,0                | 22,2                | 19,4                | 23,0                |
| Середній мінімум, °C         | 6,7                 | 7,2                 | 8,3                 | 10,0                | 12,2                | 14,4                | 16,1                | 15,6                | 15,0                | 12,2                | 8,9                 | 6,1                 | 11,1                |
| Абсолютний мінімум, °C       | −6,1                | −2,8                | −2,2                | −0,6                | 0,6                 | 2,8                 | −1,1                | 3,3                 | 4,4                 | 0,6                 | −2,2                | −4,4                | −6,1                |
| Норма опадів, мм             | 70                  | 75                  | 66                  | 21                  | 6                   | 3                   | 1                   | 3                   | 9                   | 12                  | 31                  | 47                  | 344                 |
| ---------------------------- | ------------------- | ------------------- | ------------------- | ------------------- | ------------------- | ------------------- | ------------------- | ------------------- | ------------------- | ------------------- | ------------------- | ------------------- | ------------------- |
| Джерело: The Weather Channel |                     |                     |                     |                     |                     |                     |                     |                     |                     |                     |                     |                     |                     |

## Демографія
Згідно з переписом 2010 року, у місті мешкали 22 723 особи в 10 821 домогосподарстві у складі 5791 родини. Густота населення становила 893 особи/км². Було 12923 помешкання (508/км²).
Расовий склад населення:
| - 90,9 % — білих - 3,6 % — азіатів - 0,8 % — чорних або афроамериканців - 0,3 % — корінних американців - 0,1 % — вихідців з тихоокеанських островів - 1,5 % — осіб інших рас |

До двох чи більше рас належало 2,9 %. Частка іспаномовних становила 7,3 % від усіх жителів.
За віковим діапазоном населення розподілялося таким чином: 16,1 % — особи молодші 18 років, 65,6 % — особи у віці 18—64 років, 18,3 % — особи у віці 65 років та старші. Медіана віку мешканця становила 48,3 року. На 100 осіб жіночої статі у місті припадало 100,6 чоловіків; на 100 жінок у віці від 18 років та старших — 99,8 чоловіків також старших 18 років.
Середній дохід на одне домашнє господарство становив 158 299 доларів США (медіана — 98 366), а середній дохід на одну сім'ю — 196 889 доларів (медіана — 134 067). Медіана доходів становила 104 750 доларів для чоловіків та 71 886 доларів для жінок. За межею бідності перебувало 6,7 % осіб, у тому числі 4,3 % дітей у віці до 18 років та 5,5 % осіб у віці 65 років та старших.
Цивільне працевлаштоване населення становило 11 817 осіб. Основні галузі зайнятості: освіта, охорона здоров'я та соціальна допомога — 20,2 %, науковці, спеціалісти, менеджери — 18,6 %, фінанси, страхування та нерухомість — 16,3 %.